# 久保田宵二
久保田 宵二（くぼた しょうじ、1899年〈明治32年〉6月2日 - 1947年〈昭和22年〉12月26日）は昭和期の作詞家。別名・ペンネームとして、水久保弘・砂原鹿郎が確認されている。

## 経歴
岡山県川上郡富家村大字布瀬出身。
幼名（本名）は嘉雄。寺の長男として生まれた。岡山県師範学校卒業。幾つかの教員養成課程で研鑽し、若くして主席訓導（教頭職相当）まで進んだ。小学校教諭をしながら地元の青年たちの詩作の指導に当たり、｢岡山青年｣の詩部門の選者を務めた。

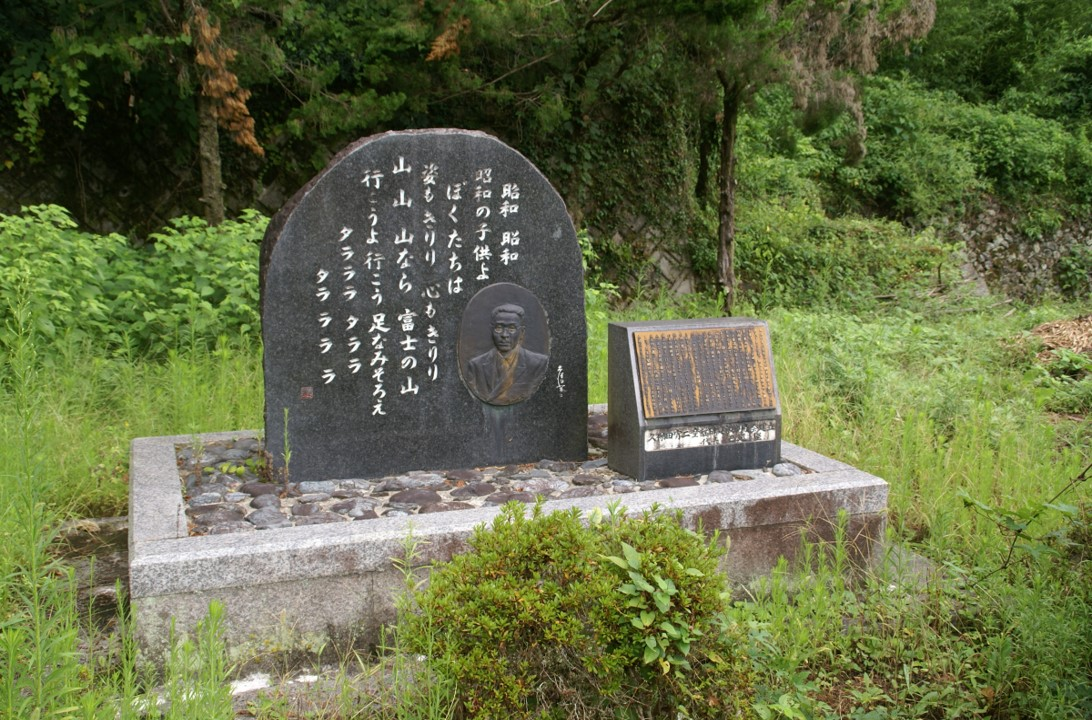
久保田宵二の童謡記念碑「昭和の子供」

大正の終わり頃、中央詩壇の野口雨情などの勧めもあり、上京。その後、1931年（昭和6年）にコロムビアレコード入社する。始めは童謡を作詞し、新民謡運動にも力を注いでいたが、流行歌作家に転身。コロムビアレコードの専属になってからは、「ほんとにそうなら」、「夕日は落ちて」、「赤城しぐれ」などのヒット曲を作詞。1940年（昭和15年）にはコロムビア社退社。創作の傍ら、当時作曲家に比べて低く置かれていた作詞家の地位向上に努め、大日本音楽著作権協会の常務・常任理事を引き受け、著作権確立に生涯力を注いだ。
1987年（昭和62年）5月4日、没後40年を期して、出身校でかつ教諭も務めた旧・布瀬小学校跡地（現・高梁市立備中保育園）に「久保田宵二童謡碑」が除幕された。『昭和の子供』の歌詞を刻んで、宵二の肖像のレリーフがはめ込まれている。設計・彫像：宮本隆、撰文：山本遺太郎、揮毫：高見俊一。

## 代表曲
- 『富士山見たら』（昭和4年11月）［橋本国彦作曲、歌：四家文子］
- 『昭和の子供』（昭和6年）［佐々木すぐる作曲、歌：小笠原英夫、外児童］
- 『浮草の唄』（昭和8年3月）［江口夜詩作曲、歌：ミス・コロムビア］
- 『ほんとにそうなら』（昭和8年5月）［古賀政男作曲、歌：赤坂小梅］
- 『旅がらす』（昭和8年5月）［古賀政男作曲、歌：中野忠晴］
- 『秋の銀座』（昭和8年9月）［江口夜詩作曲、歌：ミス・コロムビア］
- 『希望の首途』（昭和8年12月）［江口夜詩作曲、歌：松平晃］
- 『ひょうたんぽっくりこ』（昭和8年）［佐々木すぐる作曲］
- 『そんなお方があったなら』（昭和9年2月）［江口夜詩作曲、歌：赤坂小梅］
- 『綾乃の子守唄』（昭和9年12月）［田村しげる作曲、歌：東海林太郎］
- 『夕日は落ちて』（昭和10年9月）［江口夜詩作曲、歌：松平晃・豆千代］
- 『赤城しぐれ』（昭和12年1月）［竹岡信幸作曲、歌：霧島昇］
- 『山寺の和尚さん[注 3]』（昭和12年5月）［服部良一作曲、歌：コロムビア・ナカノ・リズム・ボーイズ］
- 『潮来月夜』（昭和12年7月）［竹岡信幸作曲、歌：音丸］
- 『博多月夜』（昭和13年5月）［大村能章作曲、歌：音丸］

## 著書
- 『ねんねの小雀』（大正14年11月）東京・松陽堂
- 『詩集・郷土』（大正14年10月）岡山・青年社
- 『宵二童謡集』（昭和7年4月）東京・啓文社
- 『國民詩々集・ニッポン』（昭和16年11月）東京・新興音楽出版社
- 『林檎籠』（昭和21年5月）東京・新泉社